# Saint-Pamphile
Saint-Pamphile es una ciudad situada en la provincia de Quebec, en Canadá. Según el censo de 2021, tiene una población de 2274 habitantes.
Está ubicada en el municipio regional de condado (MRC) de L'Islet, en la región de Chaudière-Appalaches.

## Geografía
La localidad está ubicada en la frontera con los Estados Unidos. Su superficie total es de 137.78 km².

## Historia
El primer colono, venido de Saint-Aubert, se estableció en 1858. Una misión católica nació en los años siguientes, ya que en 1872 se entregó una campana a tales efectos. Los registros parroquiales se abren en 1880, lo que también marca la llegada de un sacerdote residente.
El municipio se convirtió en ciudad en 1963.

## Política
El concejo municipal se compone de un alcalde y de seis concejales sin división territorial. El alcalde actual (2023) es Mario Leblanc, que sucedió a Réal Laverdière en 2013.
|            | 2005-2009                                                                                                  | 2009-2013                                                                                       | 2013-2017                                                                                         | 2021-2025                                                                                       |
| Alcalde    | Réal Laverdière                                                                                            | Réal Laverdière                                                                                 | Mario Leblanc                                                                                     | Mario Leblanc                                                                                   |
| Concejales | Carmen Chouinard Mario Leblanc Henri Miville Clermont Pelletier Bertrand Vaillancourt Clément Vaillancourt | Marlène Bourgault Mario Leblanc Henri Miville Luc Paris Clermont Pelletier Clément Vaillancourt | Jean-René Boucher Marlène Bourgault Francine Couette Luc Paris Clermont Pelletier Simon Pelletier | Francine Couette Karine Godbout Sébastien Thibault Marlène Bourgault Richard Côté Gaetan Anctil |

## Demografía
Según el censo de 2021, hay 2274 personas residiendo en esta ciudad, lo que representa una densidad de población de 16.5 hab./km². En 2016 había 2400 habitantes, por lo que en 2021 hubo una disminución de 126 habitantes (-5.3%). El número total de inmuebles particulares es de 1188, lo que representa  una densidad de 8.6 inmuebles por km². El número total de viviendas particulares que se encuentran ocupadas por residentes habituales es de 1097.
Evolución de la población total, 1991-2021

## Economía
La explotación forestal es una actividad económica local importante.